# Tractat luso-zanzibarès de 1828
El tractat luso-zanzibarès de 1828 fou un acord comercial entre Portugal i el sultanat de Zanzíbar signat el 28 de març de 1828.
El governador general de Moçambic Sebastião Xavier Botelho (1825-1829), fou el primer que es va adonar de l'amenaça que representava per Portugal el comerç zanzibarès al que Portugal difícilment es podia oposar, i va fer passos per establir relacions amb el sultanat.
Després de converses entre Botelho i el sultà Said ben Sultan, es va convenir un acord polític i comercial. Quant a les fronteres es reconeixia el domini del sultà fins a Mugau al sud de Kilwa, i el portuguès fins a la badia de Tungue, just al sud del cap Delgado, quedant entre ambdues posicions una zona que era terra de ningú; quant al comerç, Portugal va accedir a condicions menys restrictives per als súbdits d'ambdós països. La signatura es va produir el 28 de març de 1828 però el govern absolutista de Lisboa no el va ratificar i no va arribar a entrar en vigor.
En anys següents els portuguesos van intentar expandir-se cap al nord del Rovuma mitjançant acords amb caps locals, mentre Zanzíbar negociava amb les caravanes que procedents de l'interior arribaven a la costa en la terra de ningú. El 1854 els zanzibaresos van establir un governador i una guarnició a la badia de Tungue; Portugal va enviar-hi un vaixell que va exigir el restabliment de l'acord de 1828, però el governador va respondre que ara aquella terra pertanyia al sultà.
La guerra de successió a Zanzíbar (iniciada el 1856) va iniciar la decadència del sultanat i el 1886 els portuguesos, en una ràpida incursió militar, van desembarcar a Manangene i van restablir la sobirania portuguesa a la badia de Tungue.